# Arthur Rothrock
Arthur Rothrock   (comtat de Hancock, 7 de gener de 1886 - Ada, 28 de novembre de 1938) va ser un tirador estatunidenc que va competir a començaments del segle xx.
El 1920 va prendre part en els Jocs Olímpics d'Anvers, on disputà tres proves del programa de tir. Guanyà la medalla d'or en la prova de carrabina, 50 metres per equips i la de plata en la de carrabina, 50 metres. Es desconeix la posició en què finalitzà a la prova de rifle militar 300 metres, drets.
Capità del 29è Cos d'Infanteria de l'exèrcit dels Estats Units, el 1908 guanyà el campionat nacional de rifle lliure. Durant la Primera Guerra Mundial va servir a l'exèrcit com a instructor a l'escola de tir de Camp Perry. El 1921 va guanyar el títol mundial amb l'equip dels Estats Units de rifle lliure, tres posicions. Va morir pocs dies abans que es retirés amb el rang de capità. Va ser enterrat al cementiri nacional de Rock Island, Illinois.